# Grozești, Mehedinți
Grozesti là một xã thuộc hạt Mehedinți, România. Dân số thời điểm năm 2002 là 2275 người.